# はや・すた
はや・すたは、2012年4月2日から2021年3月26日まで新潟放送（BSNラジオ）で平日6:54 - 8:54に放送されていたラジオ番組。

## 番組概要
- 平日朝を代表する番組。「Morning Cafe」の後継番組として2012年4月2日に放送開始。コーナーについては一部を除いて、ほとんどがそのまま引き継ぐ。
- 2017年3月をもって月曜 - 木曜が、平日 9:00 - 11:50に放送されている「近藤丈靖の独占!ごきげんアワー」に統合される形で一旦終了となり、同年4月からは金曜のみの放送となる。
- 2019年9月30日より『独占!ごきげんアワー』の放送時間が9:00 - 14:30に変更することにより、2年6ヵ月振りに月曜 - 木曜の放送が復活した。
- 2021年3月26日をもって番組終了。約9年間の歴史に幕を閉じる。後番組は「石塚かおりのBrand new day」。

## 放送時間
時刻表記はすべて日本標準時。
- 放送開始 - 2015年9月25日：平日 7:00 - 9:00
- 2015年9月28日 - 2017年3月31日：平日 6:54 - 9:00
- 2017年4月7日 - 2019年9月26日：毎週金曜 6:54 - 9:00
- 2019年9月30日 - ：平日 6:54 - 8:54

## パーソナリティ

### 放送終了時
- 船尾佳代（2019年4月5日 -。2014年2月3日 - 2017年3月30日および2019年9月30日 - は月曜 - 木曜）
- 小野沢裕子（金曜、2012年4月6日 - 2017年3月31日、2019年10月4日 - ）
  - 引き続き、Morning Cafeからの担当

### 過去
- 小尾浩子（月曜 - 木曜、2012年4月2日 - 2014年1月30日）
  - New・sな時間から異動
- 坂部友宏（2017年4月7日 - 2019年3月29日）

## 主なタイムテーブル
6時台
- 6:54 オープニング

7時台
- 7:00 新潟日報ニュース
- 7:05 情報宝島
- 7:10 羽田美智子のいってらっしゃい
- 7:15 天気予報
- 7:20 交通速報
- 7:21 今日の運勢
- 7:24 1UP（月曜 - 木曜） / はや・すた報連相（金曜）
- 7:30 歌のない歌謡曲（7:35に交通速報 → 天気予報）
- 7:45 交通速報
- 7:50 新潟市からのお知らせ（金曜）
- 7:53 天気予報
- 7:55 BSNニュース

8時台
- 8:00 話題のアンテナ 日本全国8時です
- 8:15 交通速報 → プリンスモーニングインフォメーション
- 8:20 福宝 お出かけリクエスト
- 8:25 生活のかがく調査隊
- 8:30 武田鉄矢・今朝の三枚おろし
- 8:39 交通速報
- 8:42 ライフパレット
  - 月曜：ボディメンテナンス
  - 火曜：来てみずほ
  - 水曜：子育て応援
  - 木曜：サッカー専門新聞エルゴラッソ編集部
    - New・sな時間のサッカーコーナーのオレンジウェーブから移籍。

  - 金曜：えんむすび
- 8:51 エンディング